# 任文桓
任 文桓（イム・ムンファン、イム・ムナン、朝鮮語: 임문환、日本名豊川文夫、1907年6月11日 - 1993年6月19日）は、日本統治時代の朝鮮および大韓民国の官僚、政治家、実業家。本貫は豊川任氏。
東京帝国大学を卒業した後、高等試験に合格して、朝鮮総督府のキャリア官僚として勤務した。独立後の韓国でも次官や閣僚など要職を歴任し、後に企業経営者に転じて全経連副会長を務めた。
2008年に発表された民族問題研究所の親日人名辞典収録予定者名簿の中の官僚部門に選ばれた。
回顧録である「日本帝国と大韓民国に仕えた官僚の回想」（朝鮮語版1974年、日本語版2011年）を残した。
1960年代初めに生地の錦山の困窮学生のために奨学金を創設した。苦学生時代、本人が篤志家から受けた支援の恩返しの意味があった。
元国会議員の洪思徳は娘婿。

## 年譜
- 1907年：全羅北道錦山郡（現忠清南道錦山郡）生まれ
- 1932年：旧制第六高等学校卒業
- 1935年：東京帝国大学法学部卒業
- 1934年：高等試験行政合格
- 1935年：京畿道内務省学務課
- 1937年：京畿道 龍仁郡守
- 1940年：朝鮮総督府殖産局事務官
- 1944年：朝鮮総督府交通局書記官
- 1948年：制憲国会法基礎専門委員・商工部次官
- 1950年：金融通貨運営委員会委員
- 1950年：保健部次官
- 1951年：農林部長官
- 1952年：朝鮮商船社長
- 1953年：韓国貿易協会会長
- 1954年：海運組合連合会会長
- 1966年：全国経済人連合会理事、副会長
- 1966年：三洋観光社長
- 1972年：釜山プラザホテル社長
- 1977年：釜山プラザホテル会長